# فيروس النكاف
فيروس النكاف (Mumps virus) هو العامل المسبب لمرض النكاف. تحدث معظم الاصابات بهذا الفيروس في سن الطفولة ويسبب انتفاخاً واوجاعاً في الغدد النكفية (Parotid glands) و باقي الغدد اللعابية (Salivary glands) و لكن في معظم الوقت ما تكون الأعراض خفيفة وعابرة. بينما في الكبار، تسبب الإصابة بهذا الفيروس مضاعفات خطيرة مثل التهاب الخصية، و التهاب المبيض، و التهاب السحايا، و الإجهاض. تقتصر الإصابة بهذا الفيروس على الإنسان وذلك عن طريق الاتصال المباشر، أو الرذاذ أو استخدام الادوات الملوثة، وهو مرض مُعدٍ.
بالرغم من موجات التفشي الكبيرة التي حدثت مؤخراً في بعض البلدان المتقدمة مثل الولايات المتحدة في بعض مناطقها الأقل وقاية من هذا الفيروس، والتي كانت دافعاً لإعادة التقييم والتأكد من فعالية اللقاح بنسبة 75-85% بعد الحصول على جرعتين من لقاح الحصبة والنكاف والحميراء (MMR vaccine). ولذلك يعتبر هذا الفيروس من الفيروسات التي يمكن الوقاية منها بواسطة التطعيم.

## الإصابة
البشر هم المضيف الطبيعي الوحيد لفيروس النكاف الذي يسبب مرض النكاف. ينتقل المرض عن طريق ملامسة إفرازات الجهاز التنفسي مثل الرذاذ المتطاير واللعاب. تؤدي العدوى إلى الحمى وآلام العضلات وتورم مؤلم في الغدتين النكفيتين، وهما غدتان لعابيتان تقعان على جانبي الفم أمام الأذنين. قد تصاب العديد من الأنسجة والأعضاء الأخرى أيضًا بالفيروس، مما يؤدي إلى مجموعة متنوعة من التفاعلات الالتهابية مثل التهاب الدماغ والتهاب السحايا والتهاب الخصية والتهاب عضلة القلب والتهاب البنكرياس والتهاب الكلية والتهاب المبيض والتهاب الثدي. النكاف ليس مرضًا خطيرًا، وعادةً ما يُشفى في غضون أسابيع قليلة بعد ظهور الأعراض، ولكن قد تحدث مضاعفات طويلة الأمد مثل الشلل والنوبات الصرعية واستسقاء الرأس والصمم. العلاج داعم بطبيعته، ويمكن الوقاية من العدوى عن طريق التطعيم.

## التصنيف
فيروس النكاف، واسمه العلمي فيروس نكاف أورثوبولا، وينتسب إلى جنس فيروس أورثروبولا من فصيلة روبالفيرينيا الفرعية من عائلة باراميكسوفيريدا. تُسمى سلالات فيروس النكاف وتُصنف باستخدام النظام التالي:
- MuVs: وهو تسلسل حمض نووري ريبوزومي مشتق من دراسة حالات سريرية أو MuVi وهو تسلسل حمض نووي ريبوزومي مشتق من دراسة زروعات خلوية.
- المدينة، والبلد، ورمز ISO3
- رقم الأسبوع، والعام، وتاريخ بداية ظهور المرض، أو تاريخ جمع العينات إذا كان تاريخ ظهور المرض غير معروف، أو تاريخ تسليم العينة إلى المختبر إذا كان التاريخان السابقان غير معروفين
- تكررها في الأسبوع
- [النمط الجيني]، والذي يشير إلى النمط الجيني الذي تنتمي إليه السلالة
- VAC والتي تستخدم للإشارة إلى السلالات المشتقة من الحالات التي أخذت لقاحًا سابقًا للفيروس ومن التي أصيبت بعد أخذها للقاح.

يستخدم هذا النظام بترتيب تسلسلي. مثلًا، MuVs / NewYork.USA / 17.11 [B] (VAC) هو نمط وراثي مرتبط باللقاح B MuV ومشتق من حالة سريرية في مدينة نيويورك، وMuVi / London.GBR / 3.12 / 2 [G] هو نمط وراثي من G MuV، مشتق من زروعات فيروسية في لندن.

## تاريخيًا
صنف كل من كلود دي.جونسون وإرنست ويليام جودباستور مرض النكاف في عام 1934 على أنه مرض فيروسي. وولاحظا أن قرود المكاك الريسوسية المعرضة للعاب مأخوذ من البشر في المراحل المبكرة من المرض أصيبت بالنكاف. أظهروا أنه قد ينتقل فيروس النكاف إلى الأطفال عن طريق مستحضرات مفلترة ومعقمة وخالية من البكتيريا من النسيج النكفي لقرد المكاك. مما يدل على أنه مرض فيروسي. عُزل فيروس النكاف لأول مرة في عام 1945 وبحلول عام 1948 طُور أول لقاح له.
احتوت اللقاحات الأولية على جزيئات فيروسية معطلة ووفرت حماية قصيرة الأمد ضد النكاف. في الستينيات، طور موريس هيلمان لقاحًا أكثر فاعلية للنكاف باستخدام جزيئات حية من الفيروس مأخوذة من ابنته جيريل لين المصابة، والبالغة من العمر خمس سنوات. صدرت الموافقة على استخدام هذا اللقاح في عام 1967 وأوصي به في عام 1977 ليحل محل اللقاحات السابقة التي كانت أقل فعالية. عمل هيلمان أيضًا على تطوير لقاح الحصبة والنكاف والحصبة الألمانية في عام 1971، وهو لقاح فعال ضد الفيروسات الثلاثة المذكورة. ما تزال سلالة جيريل لين الفيروسية، والتي تنتمي إلى النمط الجيني A تستخدم في لقاحات النكاف حتى الآن.
اعترفت اللجنة الدولية لتصنيف الفيروسات التي تشرف على تصنيف الفيروسات بفيروس النكاف كنوع منفصل في عام 1971، عندما أدخلوه ضمن جنس الباراميكسو. منذ ذلك الحين، خضع لتغييرات تصنيفية عديدة وتغييرات في اسمه العلمي:
- في عام 1995، صُنف فيروس النكاف بأنه أحد الأنواع الجديدة لفيروسات الروبولا.
- في عام 2016، أعيد تسمية فيروس النكاف باسم فيروس نكاف روبولا.
- في عام 2018، أعيدت تسمية فيروس نكاف الروبولا إلى فيروس النكاف العظمي بعد إلغاء فيروسات الروبولا واستبدالها بالعائلة الفرعية الروبولافيرينيا التي تحمل الاسم نفسه والجنس الحديث الأورثوروبولا.
- في عام 2020، ألغيت الأنواع الموجودة في تصنيف الفيروسات، لذلك أزيل فيروس النكاف من نوع الأورثروبولا.

### أصل الكلمة
وُثقت كلمة النكاف لأول مرة حوالي عام 1600 وهي صيغة الجمع لكلمة نكفة، والتي تعني الإجفال، وهو في الأصل فعل يعني «أنّ أو تمتم مثل المتسول». قد ترجع تسمية المرض بالنكاف في إشارة إلى التورم الناجم عن التهاب الغدة النكفية، مما يعكس تأثيره على تعابير الوجه بالإضافة إلى تسببه في صعوبة مؤلمة أثناء البلع. استخدمت كلمة «النكاف» أيضًا بدءًا من القرن السابع عشر للإشارة إلى «نوبة من الكآبة والألم والاستياء الصامت».